# Aloe hazeliana var. howmanii
Aloe hazeliana var. howmanii ist eine Varietät der Pflanzenart Aloe hazeliana aus der Gattung der Aloen in der Unterfamilie der Affodillgewächse (Asphodeloideae). Das Epitheton howmanii ehrt Roger Howman, der die Art entdeckte.

## Beschreibung

### Vegetative Merkmale
Aloe hazeliana var. howmanii wächst stammbildend, ist einfach oder verzweigt von der Basis aus. Die hängenden Triebe erreichen eine Länge von bis zu 30 Zentimeter und einen Durchmesser von 1,2 Zentimeter. Die sechs bis zwölf linealischen, meist sichelförmig gebogenen Laubblätter sind zweizeilig angeordnet. Die grüne Blattspreite ist 15 bis 20 Zentimeter lang und 1,2 bis 1,5 Zentimeter breit. Ihre Spitzen sind stumpf oder fein zugespitzt. Auf der Unterseite sind in nahe der Basis gelegentlich wenige, kleine weiße Flecken vorhanden. Der 1,5 Millimeter breite Blattrand ist durchscheinend-hyalin. Die Zähne am Blattrand fehlen oder sie sind winzig und stehen 2 bis 4 Millimeter voneinander entfernt.

### Blütenstände und Blüten
Der absteigende, einfache Blütenstand erreicht eine Länge von 20 bis 25 Zentimeter. Die ziemlich dichten, aufwärtsgebogene, fast kopfigen und leicht konischen Trauben sind 4 bis 5 Zentimeter lang und bestehen aus etwa 12 bis 18 Blüten. Die eiförmig-spitzen Brakteen weisen eine Länge von 3 bis 4 Millimeter auf und sind 2 Millimeter breit. Die leicht bacuhigen, scharlachroten, grün gespitzten Blüte stehen an 10 bis 15 Millimeter langen Blütenstielen. Die Blüten sind 24 Millimeter lang und an ihrer Basis kurz verschmälert. Auf Höhe des Fruchtknotens weisen die Blüten einen Durchmesser von 5 Millimeter auf. Darüber leicht erweitert und schließlich zur Mündung verengt. Ihre äußeren Perigonblätter sind nicht miteinander verwachsen.

## Systematik und Verbreitung
Aloe hazeliana var. howmanii ist in Simbabwe auf Klippenwänden in Höhen von 1500 bis 2300 Metern verbreitet.
Die Erstbeschreibung als Aloe howmanii durch Gilbert Westacott Reynolds wurde 1961 veröffentlicht. Susan Carter stellte die Art 2001 als Varietät zu Aloe hazeliana.

## Nachweise